# Nemzeti kézilabda-bajnokság
Magyar férfi kézilabda-bajnokság (dt. Ungarische Männer-Handballmeisterschaft) oder Nemzeti Bajnokság (kurz NB 1, dt. Nationale Meisterschaft) ist die höchste Spielklasse im ungarischen Männer-Handball. Die Liga wird seit 1951 vom ungarischen Handballverband (Magyar Kézilabda-szövetség) ausgerichtet. Titelträger der Saison 2024/25 ist KC Veszprém.

## Namenssponsor
Bis zur Saison 2002/03 und von 2012 bis 2016 hatte die NB 1 keinen Namenssponsor. Von 2002 bis 2012 hieß die Liga nach der Budapest Bank Budapest Bank Kézilabda Liga. Seit 2016 trägt sie den Namen der K&H Bank als K&H liga.

## Modus
Die 14 Mannschaften spielen in der Hauptrunde in Hin- und Rückspiel im Modus Jeder gegen Jeden. Die beiden schlechtesten Teams steigen in die NB 2 ab. Die beiden besten Teams spielen in Hin- und Rückspiel den ungarischen Meister aus, wobei der Tabellenerste im Rückspiel das Heimrecht besitzt.
Der ungarische Meister ist zur Teilnahme an der EHF Champions League berechtigt. Der Zweitplatzierte darf sich um eine Wildcard für die Champions League bei der Europäischen Handballföderation bewerben, ansonsten nimmt er wie der Dritte und Vierte an der EHF European League teil. Der Pokalsieger erhält ebenfalls einen Startplatz für die European League. Sollte er bereits über die Liga qualifiziert sein, rückt der Pokalfinalist nach.

## Teilnehmer 2022/23
- Pick Szeged (Titelverteidiger)
- Telekom Veszprém (Pokalsieger)
- Balatonfüredi KSE
- Ferencváros Budapest
- Grundfos Tatabánya KC
- HE-DO B. Braun Gyöngyös
- Sport36-Komló
- Budakalász FKC
- Csurgói KK
- Fejér-B.Á.L. Veszprém
- Dabas KK
- Nemzeti Kézilabda Akadémia (NEKA)/Nationale Handballakademie
- Budai Farkasok-RÉV Group (Aufsteiger)
- HÉP-Cegléd (Aufsteiger)

Pick Szeged und Telekom Veszprém nehmen an der EHF Champions League teil, Balatonfüredi KSE, Ferencváros Budapest und der Pokalfinalist Fejér-B.Á.L. Veszprém an der EHF European League.

## Meister nach Anzahl
| Anzahl | Verein                 | Jahre |
| ------ | ---------------------- | --- |
| 29     | KC Veszprém            | 1985, 1986, 1992, 1993, 1994, 1995, 1997, 1998, 1999, 2001 2002, 2003, 2004, 2005, 2006, 2008, 2009, 2010, 2011, 2012 2013, 2014, 2015, 2016, 2017, 2019, 2023, 2024, 2025 |
| 14     | Honvéd SE Budapest     | 1952, 1963, 1964, 1965, 1966, 1967, 1968, 1972, 1976, 1977 1980, 1981, 1982, 1983                                                                                          |
| 05     | SC Szeged              | 1996, 2007, 2018, 2021, 2022 |
| 05     | Spartacus SE Budapest  | 1959, 1960, 1961, 1962, 1973 |
| 04     | Vörös Meteor Budapest  | 1951, 1954, 1955, 1957 |
| 04     | Komlói Banyasz SK      | 1974, 1978, 1979, 1984 |
| 04     | Elektromos SE Budapest | 1969, 1970, 1971, 1991 |
| 03     | Győri ETO KC           | 1987, 1989, 1990 |
| 02     | Újpest Dózsa Budapest  | 1953, 1958 |
| 01     | Debreceni Dózsa        | 1975 |
| 01     | Dunaferr SE            | 2000 |

## Meister nach Jahren
| Saison    | Meister                                 | Trainer                                 | Torschützenkönig                                             |
| --------- | --------------------------------------- | --------------------------------------- | ------------------------------------------------------------ |
| 1951      | VM Közért                               | András Liber                            |                                                              |
| 1952      | Honvéd Budapest                         | János Sinor/Pál Müller                  |                                                              |
| 1953      | Budapest Dósza                          | Sándor Cséfay                           |                                                              |
| 1954      | Vörös Meteor Budapest                   | Béla Karaffa                            |                                                              |
| 1955      | Vörös Meteor Budapest                   | Béla Karaffa                            |                                                              |
| 1956      | Vörös Meteor Budapest                   | Béla Karaffa                            |                                                              |
| 1957      | Vörös Meteor Budapest                   | Rezső Eszéki                            |                                                              |
| 1958      | Újpesti Dózsa                           | Miklós Albrecht                         |                                                              |
| 1959      | Spartacus Budapest                      | János Sinor/Sándor Cséfay               | János Pfeiffer(Bp. Spartacus SC)                             |
| 1960      | Spartacus Budapest                      | János Sinor                             | Jenő Vad (Ú. Dózsa)                                          |
| 1961      | Spartacus Budapest                      | János Sinor                             |                                                              |
| 1962      | Spartacus Budapest                      | János Sinor                             | László Stiller (Bp. Spartacus SC)                            |
| 1963      | Honvéd Budapest                         | Rezső Dékán                             | András Kesjár (Martfű)                                       |
| 1964      | Honvéd Budapest                         | Rezső Dékán                             | Ferenc Sudár (Pécsi Bányász)                                 |
| 1965      | Honvéd Budapest                         | Rezső Dékán                             | András Fenyő (Bp. Honvéd SE)                                 |
| 1966      | Honvéd Budapest                         | Rezső Dékán                             | Ádám Koch (Bp. Vörös Meteor)                                 |
| 1967      | Honvéd Budapest                         | Rezső Dékán                             | Sándor Kaló (Tatabányai Bányász)                             |
| 1968      | Honvéd Budapest                         | Jenő Varga                              | István Marosi (Ózdi Kohász)                                  |
| 1969      | Elektromos SE                           | István Kozlovszky                       | Sándor Kaló (Tatabányai Bányász) Sándor Vass (Elektromos SE) |
| 1970      | Elektromos SE                           | István Kozlovszky                       | Ernő Gubányi (Bp. Vörös Meteor)                              |
| 1971      | Elektromos SE                           | István Kozlovszky                       | Ferenc Leirer (Csepel SC)                                    |
| 1972      | Honvéd Budapest                         | Mihály Faludi                           | István Varga (Bp. Honvéd SE)                                 |
| 1973      | Spartacus Budapest                      | János Pfeiffer                          | István Mészáros (Ú. Dózsa)                                   |
| 1974      | Tatabányai Bányász                      | Miklós Albrecht                         | István Varga (Debreceni Dózsa SE)                            |
| 1975      | Debreceni Dózsa                         | István Ökrös                            | István Varga (Debreceni Dózsa SE)                            |
| 1976      | Honvéd Budapest                         | Rezső Dékán                             | István Varga (Debreceni Dózsa SE)                            |
| 1977      | Honvéd Budapest                         | Rezső Dékán                             | Péter Kovács (Bp. Honvéd SE)                                 |
| 1978      | Tatabányai Bányász                      | Miklós Albrecht                         | István Varga (Debreceni Dózsa SE)                            |
| 1979      | Tatabányai Bányász                      | Miklós Albrecht                         | István Varga (Debreceni Dózsa SE)                            |
| 1980      | Honvéd Budapest                         | László Kovács                           | Zsolt Kontra (Tatabányai Bányász)                            |
| 1981      | Honvéd Budapest                         | László Kovács                           | Péter Kovács (Bp. Honvéd SE)                                 |
| 1982      | Honvéd Budapest                         | László Kovács/Gyula Füzes               | Péter Kovács (Bp. Honvéd SE)                                 |
| 1983      | Honvéd Budapest                         | Lajos Mocsai/Gyula Füzes                | Péter Kovács (Bp. Honvéd SE)                                 |
| 1984      | Tatabányai Bányász                      | Ferenc Kuzma                            | László Marosi (Tatabányai Bányász)                           |
| 1985      | Veszprémi Építők                        | Sándor Kaló                             | László Marosi (Tatabányai Bányász)                           |
| 1986      | Veszprémi Építők                        | Sándor Kaló                             | László Marosi (Tatabányai Bányász)                           |
| 1987      | Rába ETO                                | Tibor Szálo                             | László Marosi (Tatabányai Bányász)                           |
| 1988/89   | Rába ETO                                | József Vura                             | László Marosi (Tatabányai Bányász)                           |
| 1989/90   | Rába ETO                                | József Vura                             | László Marosi (Tatabányai Bányász)                           |
| 1990/91   | Elektromos SE                           | Ákos Komáromi                           | János Wágenbach (Dunaferr SE)                                |
| 1991/92   | Bramac Veszprémi SE                     | Attila Joósz                            | Zoltán Keszthelyi (Komlói BSK)                               |
| 1992/93   | Fotex Veszprémi SE                      | Attila Joósz                            | Árpád Mohácsi (Békéscsabai Előre)                            |
| 1993/94   | Fotex Veszprémi SE                      | Attila Joósz                            | Szergej Krasznij (Ózdi KC)                                   |
| 1994/95   | Fotex Veszprémi SE                      | Attila Joósz/Szilárd Kiss               | László Béres (Pemü SE)                                       |
| 1995/96   | Pick Szeged                             | László Skaliczki                        | Kálmán Fenyő (Dunaferr SE)                                   |
| 1996/97   | Fotex KC Veszprém                       | Sándor Vass                             | Attila Németh (Pécsi MKC)                                    |
| 1997/98   | Fotex KC Veszprém                       | Sándor Kaló                             | József Éles (Fotex KCV)                                      |
| 1998/99   | Fotex KC Veszprém                       | Szilárd Kiss                            | Csaba Bendó (MOL Szolnok KK)                                 |
| 1999/2000 | Dunaferr SE                             | László Skaliczki                        | Árpád Mohácsi (Nyíregyházi KC)                               |
| 2000/01   | Fotex KC Veszprém                       | Zdravko Zovko                           | Árpád Mohácsi (Dunaferr SE)                                  |
| 2001/02   | Fotex KC Veszprém                       | Zdravko Zovko                           | János Frey (Győri ETO KC)                                    |
| 2002/03   | Fotex KC Veszprém                       | Zdravko Zovko                           | José Savon (Pestszentlörinc-Elektromos)                      |
| 2003/04   | Fotex KC Veszprém                       | Zdravko Zovko                           | János Moldován (Békési FKC)                                  |
| 2004/05   | Fotex KC Veszprém                       | Zdravko Zovko                           | José Savon (Honvéd-Hargita KC)                               |
| 2005/06   | MKB Veszprém KC                         | Zdravko Zovko                           | Marko Vujin (Dunaferr SE)                                    |
| 2006/07   | Pick Szeged                             | Zoran Kurtes/Vladan Matic               | Gábor Oláh (Erste-Békési FKC)                                |
| 2007/08   | MKB Veszprém KC                         | Lajos Mocsai                            | Gábor Oláh (Erste-Békési FKC)                                |
| 2008/09   | MKB Veszprém KC                         | Lajos Mocsai                            | Marion Kleis (Gyöngyösi FKK)                                 |
| 2009/10   | MKB Veszprém KC                         | Lajos Mocsai                            | Kornél Nagy (Dunaferr SE)                                    |
| 2010/11   | MKB Veszprém KC                         | Lajos Mocsai                            | Marinko Kelecsević (Celebi FTC)                              |
| 2011/12   | MKB Veszprém KC                         | Lajos Mocsai                            | Marko Vujin (MKB Veszprém KC)                                |
| 2012/13   | MKB Veszprém KC                         | Antonio Carlos Ortega                   | Ákos Lele (Grundfos Tatabánya)                               |
| 2013/14   | MKB-MVM Veszprém KC                     | Antonio Carlos Ortega                   | Balázs Bíró (Ceglédi KKSE)                                   |
| 2014/15   | MKB-MVM Veszprém KC                     | Antonio Carlos Ortega                   | Balázs Bíró (Ceglédi KKSE)                                   |
| 2015/16   | MVM Veszprém KC                         | Xavi Sabaté                             | Bence Nagy (B.Braun Gyöngyös)                                |
| 2016/17   | Telekom Veszprém KC                     | Xavi Sabaté                             | Mátyás Győri (Balatonfüredi KSE)                             |
| 2017/18   | MOL-Pick Szeged                         | Juan Carlos Pastor                      | Marko Vasic (Csurgói KK)                                     |
| 2018/19   | Telekom Veszprém KC                     | David Davis                             | Miloš Vujović (Grundfos Tatabánya)                           |
| 2019/20   | abgebrochen wegen der COVID-19-Pandemie | abgebrochen wegen der COVID-19-Pandemie | abgebrochen wegen der COVID-19-Pandemie                      |
| 2020/21   | MOL-Pick Szeged                         | Juan Carlos Pastor                      | Ivan Perišić (Budakalász KZRT)                               |
| 2021/22   | Pick Szeged                             | Juan Carlos Pastor                      | Bence Nagy (FTC)                                             |
| 2022/23   | Telekom Veszprém KC                     | Momir Ilić                              | Miklós Rosta (Pick Szeged)                                   |
| 2023/24   | Telekom Veszprém KC                     | Momir Ilić                              | Bence Nagy (FTC)                                             |
| 2024/25   | One Veszprém HC                         | Xavier Pascual Fuentes                  | Tamás Kovács (NEKA)                                          |